# Amantaní
Amantaní – wyspa leżąca na peruwiańskiej części jeziora Titicaca. Według spisu z 1988 roku, wyspę zamieszkuje 3663 osób. Powierzchnia wyspy wynosi 9,28 km².